# HD 215359
HD 215359，又名BD+38 4855，SAO 72675、HR 8654，是一颗恒星，视星等为5.95，位于銀經97.71，銀緯-17.09，其B1900.0坐标为赤經22h 39m 34.2s，赤緯+38° -17.09′ 29″。